# Lhamana
I lhamana, nella cultura tradizionale Zuñi, sono persone biologicamente di sesso maschile che assumono (almeno in alcune occasioni) i ruoli sociali e cerimoniali solitamente svolti dalle donne nella loro cultura. I lhamana indossano un misto di abiti femminili e maschili e gran parte del loro lavoro si svolge nelle aree sociali solitamente occupate dalle donne Zuñi. Oggi alcuni lhamana partecipano alla comunità pan-indiana dei due spiriti.
Il lhamana più famoso di tutti fu We'wha (1849-1896), che nel 1886 prese parte alla delegazione Zuñi a Washington, dove incontrò il presidente Grover Cleveland.

## Ruolo sociale
In alcuni resoconti dell'Ottocento si legge che i lhamana, pur vestiti in “abiti femminili”, venivano spesso assunti per lavori che richiedevano “forza e resistenza”, come la caccia alla selvaggina e lo spaccare legna da ardere. Oltre a svolgere lavori pesanti, alcuni lhamana si sono distinti in arti e mestieri tradizionali come la ceramica e la tessitura. We'wha, in particolare, era un noto tessitore.
Per i lhamana sono stati utilizzati sia pronomi maschili che femminili. Scrivendo della sua amica We'wha, l'antropologa Matilda Coxe Stevenson l'ha descritta come segue:
Sebbene i colonialisti europei e gli esperti di studi queer li concettualizzino generalmente come gay, LGBT o transgender, i lhamana degli Zuñi, così come altri ruoli sociali, culturali e cerimoniali indigeni, esistono soltanto in una matrice indigena. Gli scrittori indigeni che si occupano di questi ruoli ritengono che queste identità non possano essere ridotte unicamente al desiderio omosessuale o all'adesione a un insieme convenzionale di ruoli di genere, nemmeno a quelli moderni di transgender o genderqueer.